# Herb gminy Dobrzeń Wielki
Herb gminy Dobrzeń Wielki – symbol gminy Dobrzeń Wielki, ustanowiony 3 października 1991.

## Wygląd i symbolika
Herb przedstawia na tarczy zielonej przedzielonej z lewa w skos pasem błękitnym umieszczony centralnie stylizowany kłos zboża złoty, z prawej strony kłosa czarna połowa kotwicy, z lewej połowa krzyża złotego. Błękitny pas symbolizuje przepływającą przez gminę Odrę, kotwica odnosi się do żeglugi na Odrze i przemysłu stoczniowego. Kłos jest symbolem miejscowego rolnictwa. Połowa krzyża symbolizuje tradycje chrześcijańskie gminy oraz związki z pobliskim Opolem (kształt krzyża jest identyczny jak w herbie Opola).